# Colada (espeleología)

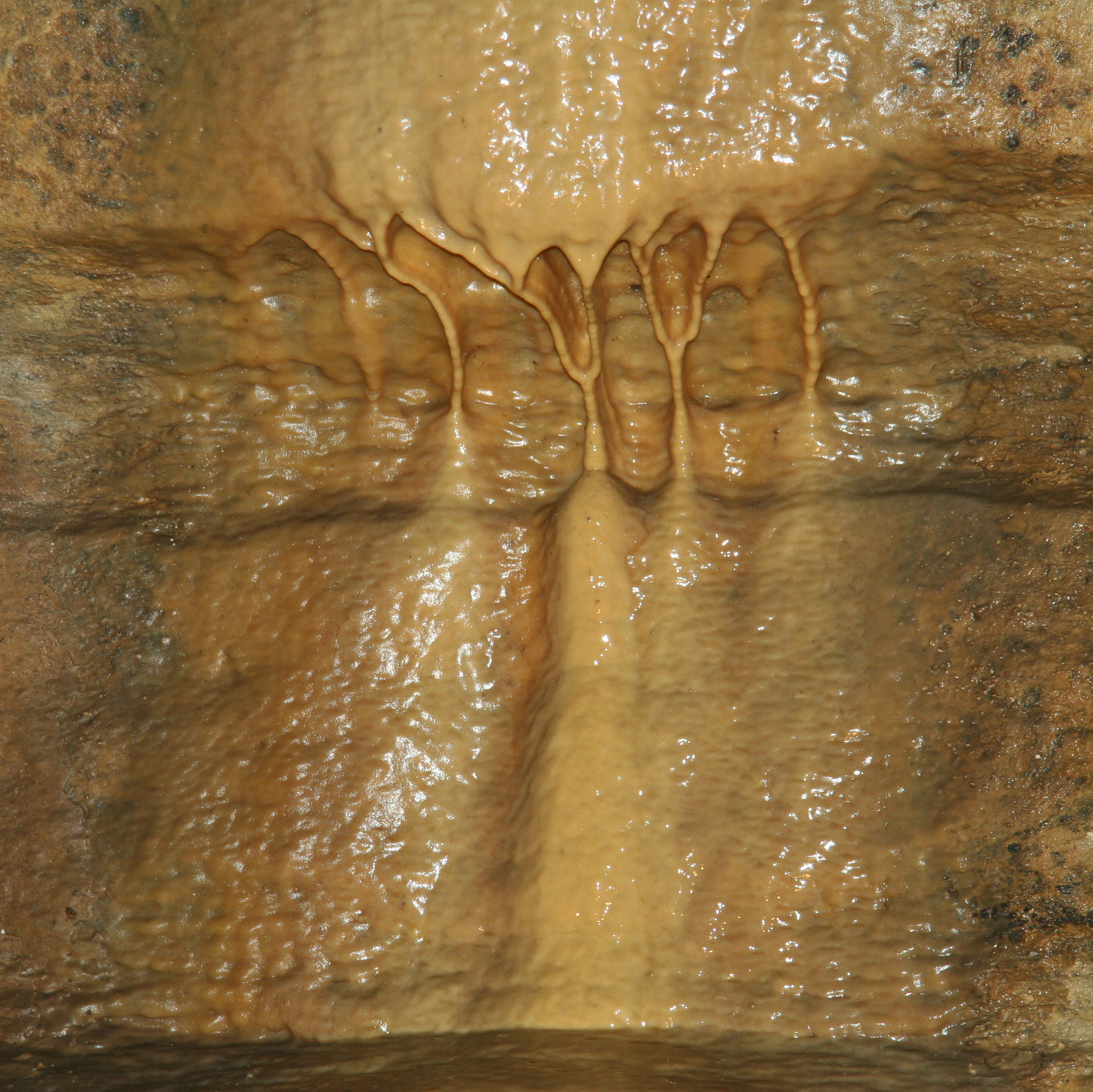
Colada en la cueva del Misterio, Minesota.

La colada es un fenómeno geológico que se produce cuando el agua presenta un flujo laminar sobre una determinada superficie, lo cual facilita la pérdida de dióxido de carbono. La variedad de situaciones en que este proceso tiene lugar es muy amplia y origina diferentes formas y coloraciones, dependiendo de la composición geológica del entorno. En ocasiones pueden alcanzar espesores de decenas de metros, llegando a colmatar grandes galerías.
Este tipo de espeleotemas es muy común y es fácil encontrarlo en la mayoría de las cavernas.

## Variedades

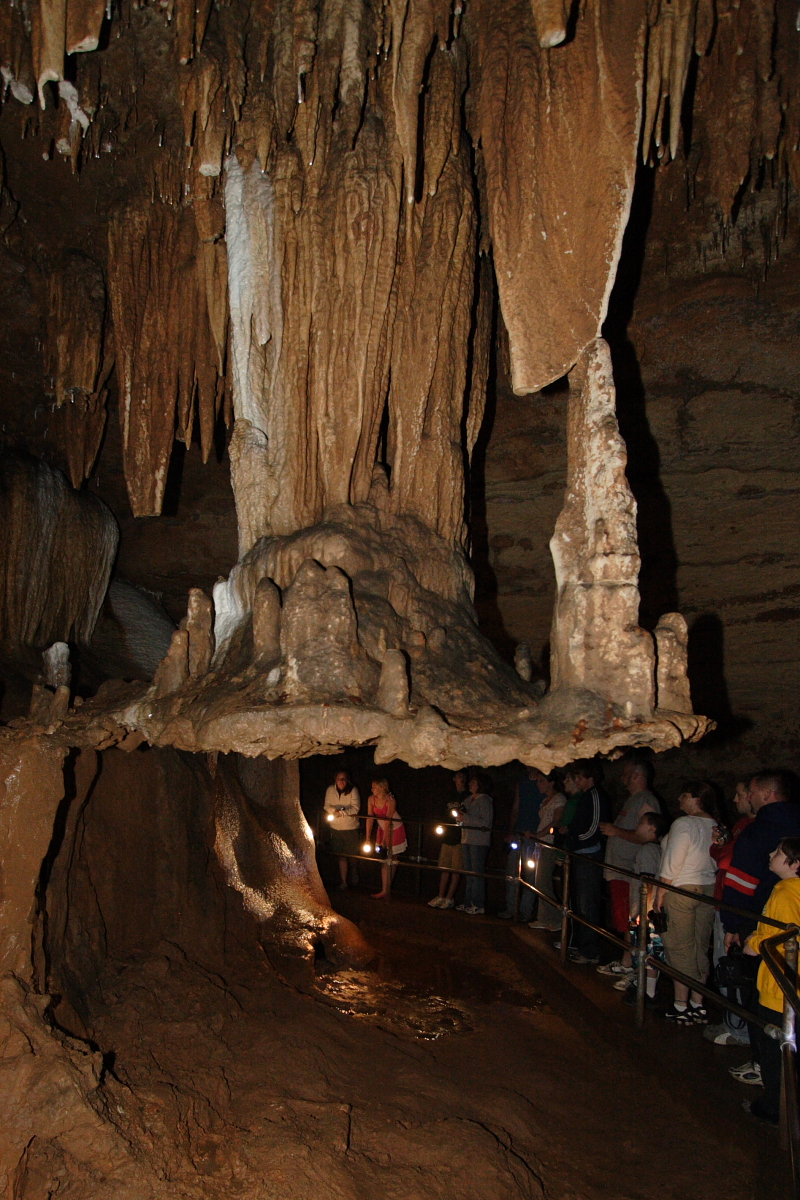
Falso suelo sobre un terreno arcilloso lavado.

El falso suelo es una variedad de colada que se produce cuando una de ellas se ha formado sobre un terreno blando que posteriormente es arrastrado por el agua dejando la colada colgada de algún punto.